# Lijst van burgemeesters van Abbenbroek
Dit is een lijst van burgemeesters van de voormalige Nederlandse gemeente Abbenbroek tot die gemeente op 1 januari 1980 met Oudenhoorn en Zuidland fuseerde tot de gemeente Bernisse.
| Ambtsperiode | Naam burgemeester                             | Partij of stroming | Bijzonderheden                                                                                            |
| ------------ | --------------------------------------------- | ------------------ | --- |
| 1817 - 1844  | Stephanus Bodde                               |                    | tot 1825 schout, tevens schout/burgemeester van Heenvliet                                                 |
| 1844 - 1862  | mr. Johannes Laurens Michel Cornelis Lamaison |                    | tevens burgemeester van Heenvliet                                                                         |
| 1862 - 1874  | Johan Juriaan Kranenburg                      |                    | tevens burgemeester van Heenvliet, eerder burgemeester van De Lier                                        |
| 1874 - 1907  | Jacobus Simon Korteweg                        |                    | tevens burgemeester van Heenvliet                                                                         |
| 1908 - 1920  | Jan Willem Boers                              |                    | tevens burgemeester van Heenvliet, eerder burgemeester van Rozenburg                                      |
| 1920 - 1943  | Gerrit van Andel                              |                    | tevens burgemeester van Oudenhoorn en Zuidland (beide 1904-1943)                                          |
| 1944 - 1945  | Dirk Langereis                                |                    | tevens burgemeester van Oudenhoorn en Zuidland                                                            |
| 1945 - 1947  | Fop Willem van Driel                          |                    | tevens burgemeester van Oudenhoorn (1946-1947) en Zuidland (1945-1947) en Nieuw-Helvoet (1916-1949)       |
| 1947 - 1967  | Jan Ludolph Wentholt                          |                    | tevens burgemeester van Oudenhoorn, later burgemeester van Olst                                           |
| 1967 - 1974  | N.P. Kremer                                   | ARP                | tevens burgemeester van Oudenhoorn (1967-1974) en Zuidland (1960-1974), later burgemeester van Bodegraven |
| 1974 - 1980  | Henny (H.) van Geest                          | CHU                | tevens burgemeester van Oudenhoorn en Zuidland, later burgemeester van Bernisse                           |